# Wybory parlamentarne w Grecji w maju 2012 roku
Wybory parlamentarne w Grecji w maju 2012 – przedterminowe wybory do greckiego parlamentu, Izby Deputowanych odbyły się 6 maja 2012 roku.

## Podłoże
W myśl Konstytucji kadencja rządu powołanego w 2009 upływała pod koniec 2013 roku. W listopadzie 2011 zostało zawarte porozumienie o powołaniu rządu koalicyjnego, którego głównym zadaniem była ratyfikacja i wdrożenie w życie decyzji podjętych wspólnie z innymi krajami strefy euro oraz Międzynarodowym Funduszem Walutowym (MFW) miesiąc wcześniej. W tym też czasie zapadła decyzja o przyśpieszeniu wyborów parlamentarnych.

## Ustalenie terminu wyborów
W przemówieniu do parlamentu 4 listopada Minister Finansów Evangelos Venizelos oznajmił, że rząd tymczasowy będzie funkcjonował do lutego 2012. Pod koniec grudnia 2011 roku, zdecydowano jednak, że wybory zostaną przesunięte na koniec kwietnia w celu umożliwienia rządowi Premiera Lucasa Papadimosa przeprowadzenie reform podatkowych, emerytalnych i systemów zabezpieczenia społecznego zgodnie z listopadowym porozumieniem w zamian za otrzymanie wsparcia finansowego z europejskiego funduszu ratunkowego.

## Przetasowania w parlamencie
Po wyborach w 2009 roku do Izby Deputowanych swoich przedstawicieli wprowadziło pięć partii. W czerwcu 2010 szeregi SYRIZY opuścili członkowie Synaspismós tworząc własny klub Demokratycznej Lewicy (DIMAR). Do dużo poważniejszych roszad doszło w lutym 2012 kiedy to w wyniku rozłamu w Nowej Demokracji i Panhelleńskim Ruchu Socjalistycznym parlamentarzyści przeciwni polityce zaciskania pasa opuścili swoje macierzyste partie. W ten sposób powstały nowe kluby Niezależnych Greków (ANEL), Umowy Społecznej (KOISY) oraz Sojuszu Demokratycznego (DISY). Najwięcej – 18 deputowanych – pozostało niezależnych.
- Struktura parlamentu w 2009 i 2012 roku:

| Podział miejsc w parlamencie     | Podział miejsc w parlamencie             | październik 2009 | Kwiecień 2012    |
| Oficjalne partie                 | Oficjalne partie                         | Oficjalne partie | Oficjalne partie |
| -------------------------------- | ---------------------------------------- | ---------------- | ---------------- |
|                                  | Panhelleński Ruch Socjalistyczny (PASOK) | 160              | 129              |
|                                  | Nowa Demokracja (ND)                     | 91               | 72               |
|                                  | Komunistyczna Partia Grecji (KKE)        | 21               | 21               |
|                                  | Ludowe Zgromadzenie Prawosławne (LAOS)   | 15               | 16               |
|                                  | Radykalna Lewica (SYRIZA)                | 13               | 11               |
|                                  | Niezależni Grecy (ANEL)                  | 0                | 11               |
|                                  | Demokratyczna Lewica (DIMAR)             | 0                | 10               |
| Kluby parlamentarne i niezależni |                                          |                  |                  |
|                                  | Umowa Społeczna (KOISY)                  | 0                | 8                |
|                                  | Sojusz Demokratyczny (DISY)              | 0                | 4                |
|                                  | Niezależni                               | 0                | 18               |

## Wyniki wyborów
Wybory parlamentarne wygrała nieznacznie Nowa Demokracja na którą oddano 18,85% ważnie oddanych głosów. Jako partia, zdobywająca największą liczbę głosów, dysponować będzie dodatkowymi 50 miejscami w 300-osobowym Parlamencie Hellenów. Tuż za nią uplasował się w liczbie uzyskanych głosów ruch SYRIZA jeden z sojuszy wyborczych radykalnej lewicy 16,78%, następnie Panhelleński Ruch Socjalistyczny 13,18%. Frekwencja wyborcza wyniosła 65,10%. Po raz pierwszy do parlamentu dostali się  posłowie ze skrajnego, budzącego liczne kontrowersje ugrupowania Złoty Świt.
Sojusz Demokratyczny i Niezależni Grecy, to partie posłów, opuszczających w poprzedniej kadencji partię Nowa Demokracja.
| Partia polityczna | Partia polityczna                        | Liczba głosów     | %     | +/–    | Liczba mandatów | +/–  |
| ----------------- | ---------------------------------------- | ----------------- | ----- | ------ | --------------- | ---- |
|                   | Nowa Demokracja (ND)                     | 1 192 054         | 18,85 | –14,63 | 108             | +17  |
|                   | Radykalna Lewica (SYRIZA)                | 1 061 265         | 16,78 | +12,18 | 52              | +39  |
|                   | Panhelleński Ruch Socjalistyczny (PASOK) | 833 529           | 13,18 | –30,74 | 41              | −119 |
|                   | Niezależni Grecy (ANEL)                  | 670 596           | 10,60 | -      | 33              | +33  |
|                   | Komunistyczna Partia Grecji (KKE)        | 536 072           | 8,48  | +0,94  | 26              | +5   |
|                   | Złoty Świt (XA)                          | 440 894           | 6,97  | +6,68  | 21              | +21  |
|                   | Demokratyczna Lewica (DIMAR)             | 386 116           | 6,11  | -      | 19              | +19  |
|                   | Ekolodzy-Zieloni (OP)                    | 185 336           | 2,93  | +0,40  | 0               |      |
|                   | Ludowe Zgromadzenie Prawosławne (LAOS)   | 183 466           | 2,90  | –2,73  | 0               | -15  |
|                   | Sojusz Demokratyczny (DISY)              | 161 510           | 2,55  | +2,55  | -               | -    |
|                   | Pozostałe                                | 673 266           | 10,65 | -      | -               | -    |
|                   | Razem                                    | 6 324 104 (65,1%) |       |        | 300             |      |

- Uprawnieni do głosowania, według grup wiekowych[6]:

• 18 do 23 lat: 673 144

• 24 do 29 lat: 766 212

• 30 do 35 lat: 938 798

• 36 do 41 lat: 973 429

• 42 do 47 lat: 1 006 530

• 48 do 53 lat: 932 140

• 54 do 59 lat: 891 978

• 60 do 65 lat: 834 854

• 66 do 70 lat: 625 411

• 71 i starsi: 2 208 306

## Powyborcza analiza
Na dotychczasowe, od 35 lat, partie władzy, czyli PASOK i ND głosowały głównie najstarsze grupy wiekowe. Wyborcami neofaszystowskiego "Złotego Świtu" okazali się głównie młodzi wyborcy, niemal wyłącznie mężczyźni, z wysokim poparciem w tych okręgach wyborczych, w których głosowały jednostki policyjne i specjalne.

## Formowanie rządu
Dla wyłonienia większościowej koalicji rządzącej, lider zwycięskiej partii ma trzy dni. W wypadku jego niepowodzenia, misję tę otrzymuje od Prezydenta lider drugiej partii, potem przywódca trzeciej. Następnie inicjatywa budowy koalicji powraca w ręce Prezydenta Republiki, a jeśli nie przyniesie to efektu, konieczne są przedterminowe wybory. Może też zostać powołany (po raz pierwszy w historii Grecji) rząd mniejszościowy, pod warunkiem poparcia go przez 120 posłów i akceptacji lub zadeklarowanej neutralności ze strony części spośród pozostałych posłów. Prezydentowi Republiki (co bywało już praktykowane) przysługuje prawo do powołania rządu tymczasowego (Υπηρεσιακή κυβέρνηση – "służbowy rząd"), działającego przez kilka miesięcy, z powierzonym mu ograniczonym, uprzednio uzgodnionym przez strony zakresem obowiązków ustawodawczych.
Dzień po wyborach, prezydent Karolos Papoulias powierzył liderowi Nowej Demokracji Antonisowi Samarasowi pierwszą próbę utworzenia rządu. W dniu 8 maja zadanie utworzenia rządu otrzymał  Aleksis Tsipras.